# Qinghe, Xingtai
Qinghe, även romaniserat Tsinghochen, är ett härad i Xingtais stad på prefekturnivå i Hebei-provinsen i norra Kina. Det ligger omkring 320 kilometer söder om huvudstaden Peking. 

## Källa
1. ↑  ”worldpostmarks.net”. Arkiverad från originalet den 2 januari 2015. https://web.archive.org/web/20150102101710/http://worldpostmarks.net/HTML%20Countries/china.htm. Läst 7 november 2014.